# Anders Wichman
Anders Wichman, född 28 november 1738 i Kälvestens socken, död 23 december 1803 i Örberga socken, var en svensk präst.

## Biografi
Anders Wichman föddes 1738 i Kälvestens socken och var son till komministern Carl Wichman. Han blev höstterminen 1759 student vid Uppsala universitet och prästvigdes 25 mars 1763. Han blev 23 september 1778 i Kälvestens församling och tillträdde direkt. Wichman tog pastoralexamen i maj 1783 och blev 4 april 1798 kyrkoherde i Örberga församling, där han tillträdde samma år. Han avled 1803 i Örberga socken och begravdes på kyrkogården..

### Familj
Wichman gifte sig 16 april 1773 med Ingrid Christina Schiliin (1741–1810). Hon var dotter till kyrkoherden Johannes Schiliin i Stens socken. De fick tillsammans barnen Elisabeth Helena (1773–1775), Ingrid Elisabeth, Johanna Catharina (född 1781) och Carolina Christina (född 1784).